# Gran Premio del Brasile 2012
Il Gran Premio del Brasile 2012 si è corso domenica 25 novembre 2012 sul circuito di Interlagos, in Brasile, ventesima ed ultima prova della stagione 2012 del Campionato mondiale di Formula 1. La gara è stata vinta dal britannico Jenson Button su McLaren-Mercedes, al suo quindicesimo ed ultimo successo nel mondiale. Button ha preceduto sul traguardo i due piloti della Ferrari, lo spagnolo Fernando Alonso ed il brasiliano Felipe Massa.
Il tedesco Sebastian Vettel su Red Bull Racing-Renault, giunto sesto al traguardo, ha chiuso la stagione in testa alla classifica con tre punti di vantaggio su Alonso, assicurandosi in questo modo il suo terzo titolo mondiale piloti consecutivo.
Inoltre, hanno fatto segnare l'ultima presenza nel mondiale Pedro de la Rosa, Timo Glock, Narain Karthikeyan, Vitalij Petrov, Bruno Senna e, tra i team, l'HRT. È stata anche l'ultima gara in carriera di uno dei più grandi piloti della storia della Formula 1, Michael Schumacher.

## Vigilia

### Sviluppi futuri
La Caterham annuncia l'ingaggio del pilota francese della Marussia Charles Pic quale pilota titolate per la stagione 2013. La Sauber, sempre per la stagione 2013, promuove come pilota titolare l'attuale collaudatore messicano Esteban Gutiérrez, che prende il posto di Kamui Kobayashi. Quale nuovo collaudatore è ingaggiato il pilota olandese Robin Frijns, campione in carica della World Series by Renault.
La Lotus F1 Team ottiene l'appoggio della Coca-Cola per il 2013, ove la casa inglese esporrà il marchio della bibita energetica Burn. Dal 2013 il marchio della Nissan Motor Infiniti diventerà sponsor principale della Red Bull Racing.
Questa è l'ultima gara per il dottor Gary Hartstein in veste di delegato medico ufficiale di gara: la FIA lo sostituisce con il dottor Ian Roberts.

### Analisi per il campionato piloti
Il tedesco Sebastian Vettel guida la classifica piloti, con 13 lunghezze di vantaggio sullo spagnolo Fernando Alonso. Per vincere il mondiale è sufficiente che termini a pari punti con il pilota della Ferrari, avendo già vinto in 5 occasioni, contro le tre vittorie dello spagnolo.
Per vincere il suo terzo titolo mondiale piloti Vettel deve:
- Giungere tra i primi quattro;
- Arrivare quinto, sesto o settimo con Fernando Alonso che non vince;
- Arrivare ottavo o nono con Fernando Alonso che non fa meglio di terzo;
- Arrivare decimo o non ottenere punti con Alonso che non va a podio;

Fernando Alonso può conquistare il suo terzo titolo se:
- Vince con Sebastian Vettel che non fa meglio di quinto;
- Giungere secondo con Vettel che non giunge meglio di ottavo;
- Chiudere terzo con Vettel che non termina al di sopra del decimo posto.[7]

| Pilota           | Risultato (punti totali) | Risultato (punti totali) | Punti massimi del rivale (punti totali nel caso) | Punti massimi del rivale (punti totali nel caso) |
| Pilota           | Risultato (punti totali) | Risultato (punti totali) | Vettel                                           | Alonso                                           |
| ---------------- | ------------------------ | ------------------------ | ------------------------------------------------ | ------------------------------------------------ |
| Sebastian Vettel | 1º                       | 298                      |                                                  | -                                                |
| Sebastian Vettel | 2º                       | 291                      | -                                                |                                                  |
| Sebastian Vettel | 3º                       | 288                      | -                                                |                                                  |
| Sebastian Vettel | 4º                       | 285                      | -                                                |                                                  |
| Sebastian Vettel | 5º                       | 283                      | 2º (278)                                         |                                                  |
| Sebastian Vettel | 6º                       | 281                      | 2º (278)                                         |                                                  |
| Sebastian Vettel | 7º                       | 279                      | 2º (278)                                         |                                                  |
| Sebastian Vettel | 8º                       | 277                      | 3º (275)                                         |                                                  |
| Sebastian Vettel | 9º                       | 275                      | 3º (275)                                         |                                                  |
| Sebastian Vettel | 10º                      | 274                      | 4º (272)                                         |                                                  |
| Sebastian Vettel | >10º                     | 273                      | 4º (272)                                         |                                                  |
| Fernando Alonso  | 1º                       | 285                      | 5º (283)                                         |                                                  |
| Fernando Alonso  | 2º                       | 278                      | 8º (277)                                         |                                                  |
| Fernando Alonso  | 3º                       | 275                      | 10º (274)                                        |                                                  |

La Red Bull Racing si è già aggiudicata, matematicamente, il titolo costruttori al termine della gara negli Stati Uniti.

### Aspetti tecnici
La Pirelli, fornitrice unica degli pneumatici, porta in questo gran premio le coperture di tipo duro e medio. La casa milanese farà testare alle scuderie, durante le prove libere, alcune delle nuove mescole che saranno introdotte nel 2013. A seguito del problema riscontrato da Mark Webber nel corso del gran premio precedente la Red Bull decide per questa gara di montare un diverso tipo di alternatore sulle sue vetture.
Come per l'edizione 2011 la FIA consente l'attivazione del DRS in gara sulla Reta Oposta, con punto per la determinazione del distacco tra vetture posto alla curva 2.

### Aspetti sportivi
La Daimler annuncia l'acquisto del 40% delle azioni della Mercedes AMG F1 dal fondo Aabar Investments. La casa tedesca diventa così la sola azionista della scuderia di Brackley.
Il pilota danese Tom Kristensen è nominato commissario aggiunto per il gran premio da parte della FIA. Kristensen ha già svolto questa funzione di diverse occasioni, l'ultima nel Gran Premio di Spagna di questa stagione.
Questo è l'ultimo gran premio di F1 per Michael Schumacher che a ottobre ha annunciato il suo secondo ritiro dalle competizioni; già nel 2006 la gara brasiliana fu l'ultima che disputò il pilota tedesco al momento del suo primo ritiro dalla F1. Lewis Hamilton corre il suo ultimo gran premio con la McLaren, prima del suo passaggio alla Mercedes.
Nelle prime prove libere del venerdì Giedo van der Garde prende il posto di Heikki Kovalainen alla Caterham, mentre Valtteri Bottas prende quello di Bruno Senna alla Williams.

## Prove

### Resoconto
Nella prime prove del venerdì Lewis Hamilton della McLaren è il più rapido, montando però un tipo di coperture sperimentali portate dalla Pirelli. L'inglese precede il duo della Red Bull Racing, Sebastian Vettel e Mark Webber, che montano gomme dure di questa stagione.
La classifica dei primi tre è rimasta la stessa anche per la seconda sessione. Questa volta però Felipe Massa si è piazzato quarto, davanti anche al suo compagno di scuderia Fernando Alonso. Le HRT hanno girato solo nella seconda parte della sessione per risparmiare i pezzi di ricambio delle proprie monoposto. Charles Pic, della Marussia, è costretto a fermarsi a bordo pista per la rottura dell'alternatore.
La sessione del sabato ha visto l'affermazione di Jenson Button, che precede di meno di un decimo Sebastian Vettel; terzo Lewis Hamilton. Le Ferrari, competitive con le gomme dure, hanno dimostrato meno velocità con le coperture medie, tanto che Alonso chiude con l'ottavo tempo. Non ha partecipato alla sessione il finlandese Kimi Räikkönen per la rottura del propulsore della sua Lotus.

### Risultati
Nella prima sessione del venerdì si è avuta questa situazione:
| Pos | Nº | Pilota           | Costruttore             | Tempo    | Gap    | Giri |
| --- | -- | ---------------- | ----------------------- | -------- | ------ | ---- |
| 1   | 4  | Lewis Hamilton   | McLaren-Mercedes        | 1'14"131 |        | 33   |
| 2   | 1  | Sebastian Vettel | Red Bull Racing-Renault | 1'14"140 | +0"009 | 35   |
| 3   | 2  | Mark Webber      | Red Bull Racing-Renault | 1'14"198 | +0"067 | 34   |

Nella seconda sessione del venerdì si è avuta questa situazione:
| Pos | Nº | Pilota           | Costruttore             | Tempo    | Gap    | Giri |
| --- | -- | ---------------- | ----------------------- | -------- | ------ | ---- |
| 1   | 4  | Lewis Hamilton   | McLaren-Mercedes        | 1'14"026 |        | 35   |
| 2   | 1  | Sebastian Vettel | Red Bull Racing-Renault | 1'14"300 | +0"274 | 40   |
| 3   | 2  | Mark Webber      | Red Bull Racing-Renault | 1'14"523 | +0"497 | 37   |

Nella sessione del sabato mattina si è avuta questa situazione:
| Pos | Nº | Pilota           | Costruttore             | Tempo    | Gap    | Giri |
| --- | -- | ---------------- | ----------------------- | -------- | ------ | ---- |
| 1   | 3  | Jenson Button    | McLaren-Mercedes        | 1'13"188 |        | 22   |
| 2   | 1  | Sebastian Vettel | Red Bull Racing-Renault | 1'13"245 | +0"057 | 21   |
| 3   | 2  | Mark Webber      | Red Bull Racing-Renault | 1'13"385 | +0"197 | 25   |

## Qualifiche

### Resoconto
Nella prima fase delle qualifiche la pista presenta parecchie chiazze d'umido causate da un temporale avvenuto prima dell'inizio delle qualifiche, ma con il passare dei minuti la pista va asciugandosi, così tutti i piloti realizzano i loro migliori tempi con le gomme slick; tra i piloti eliminati, insieme alle due Caterham, le due Marussia e le due HRT, vi è anche Romain Grosjean il quale, durante l'ultimo giro cronometrato, subisce un contatto da Pedro de la Rosa, impedendo al pilota francese di accedere alla fase successiva. I commissari di pista non ravvisano nell'incidente nessun comportamento scorretto e non comminano nessuna penalità al termine delle prove.
In Q2 il tracciato è completamente asciutto e i piloti abbassano di circa due secondi i tempi della sessione precedente; in questa fase il miglior tempo viene realizzato da Sebastian Vettel, mentre l'altro contendente al titolo Fernando Alonso realizza il nono tempo; in questa fase vengono eliminati di due piloti della Sauber e della Toro Rosso, Paul di Resta, Michael Schumacher e Bruno Senna.
Nella manche finale la pole viene conquistata da Lewis Hamilton, che precede il compagno di squadra Jenson Button di 55 millesimi di secondo; quarto si posiziona Vettel, mentre Alonso registra l'ottavo miglior tempo. Pastor Maldonado, che aveva fatto segnare il sesto tempo, viene successivamente penalizzato di dieci posizioni per aver raggiunto il limite di tre reprimende ufficiali da parte dei commissari: in questa occasione la reprimenda è stata comminata poiché il pilota venezuelano ha saltato uno dei controlli del peso obbligatori.

### Risultati
Nella sessione di qualifica si è avuta questa situazione:
| Pos                         | Nº | Pilota             | Costruttore             | Q1       | Q2       | Q3       | Griglia |
| --------------------------- | -- | ------------------ | ----------------------- | -------- | -------- | -------- | ------- |
| 1                           | 4  | Lewis Hamilton     | McLaren-Mercedes        | 1'15"075 | 1'13"398 | 1'12"458 | 1       |
| 2                           | 3  | Jenson Button      | McLaren-Mercedes        | 1'15"456 | 1'13"515 | 1'12"513 | 2       |
| 3                           | 2  | Mark Webber        | Red Bull Racing-Renault | 1'16"180 | 1'13"667 | 1'12"581 | 3       |
| 4                           | 1  | Sebastian Vettel   | Red Bull Racing-Renault | 1'15"644 | 1'13"209 | 1'12"760 | 4       |
| 5                           | 6  | Felipe Massa       | Ferrari                 | 1'16"263 | 1'14"048 | 1'12"987 | 5       |
| 6                           | 18 | Pastor Maldonado   | Williams-Renault        | 1'16"266 | 1'13"698 | 1'13"174 | 16      |
| 7                           | 12 | Nico Hülkenberg    | Force India-Mercedes    | 1'15"536 | 1'13"704 | 1'13"206 | 6       |
| 8                           | 5  | Fernando Alonso    | Ferrari                 | 1'16"097 | 1'13"856 | 1'13"253 | 7       |
| 9                           | 9  | Kimi Räikkönen     | Lotus-Renault           | 1'16"432 | 1'13"698 | 1'13"298 | 8       |
| 10                          | 8  | Nico Rosberg       | Mercedes                | 1'15"929 | 1'13"848 | 1'13"489 | 9       |
| 11                          | 11 | Paul di Resta      | Force India-Mercedes    | 1'15"901 | 1'14"121 | N.D.     | 10      |
| 12                          | 19 | Bruno Senna        | Williams-Renault        | 1'15"333 | 1'14"219 | N.D.     | 11      |
| 13                          | 15 | Sergio Pérez       | Sauber-Ferrari          | 1'15"974 | 1'14"234 | N.D.     | 12      |
| 14                          | 7  | Michael Schumacher | Mercedes                | 1'16"005 | 1'14"334 | N.D.     | 13      |
| 15                          | 14 | Kamui Kobayashi    | Sauber-Ferrari          | 1'16"400 | 1'14"380 | N.D.     | 14      |
| 16                          | 16 | Daniel Ricciardo   | STR-Ferrari             | 1'16"744 | 1'14"574 | N.D.     | 15      |
| 17                          | 17 | Jean-Éric Vergne   | STR-Ferrari             | 1'16"722 | 1'14"619 | N.D.     | 17      |
| 18                          | 10 | Romain Grosjean    | Lotus-Renault           | 1'16"967 | N.D.     | N.D.     | 18      |
| 19                          | 21 | Vitalij Petrov     | Caterham-Renault        | 1'17"073 | N.D.     | N.D.     | 19      |
| 20                          | 20 | Heikki Kovalainen  | Caterham-Renault        | 1'17"086 | N.D.     | N.D.     | 20      |
| 21                          | 24 | Timo Glock         | Marussia-Cosworth       | 1'17"508 | N.D.     | N.D.     | 21      |
| 22                          | 25 | Charles Pic        | Marussia-Cosworth       | 1'18"104 | N.D.     | N.D.     | 22      |
| 23                          | 23 | Narain Karthikeyan | HRT-Cosworth            | 1'19"576 | N.D.     | N.D.     | 23      |
| 24                          | 22 | Pedro de la Rosa   | HRT-Cosworth            | 1'19"699 | N.D.     | N.D.     | 24      |
| Tempo limite 107%: 1'20"330 |    |                    |                         |          |          |          |         |

Con i tempi in grassetto sono visualizzate le migliori prestazioni in Q1, Q2 e Q3.

## Gara

### Resoconto
La gara ha inizio sotto una leggera pioggia, alla prima curva Felipe Massa scattato benissimo si inserisce in seconda posizione, tra le due McLaren, seguono Webber e Fernando Alonso; il rivale per la lotta al titolo, Sebastian Vettel, viene sopravanzato dal compagno Mark Webber, dallo stesso spagnolo e da Felipe Massa, attestandosi in 7ª posizione. Subito dopo, alla Subida do lago, lo stesso Vettel viene colpito sul lato destro da Bruno Senna mentre quest'ultimo provava il sorpasso sul tedesco, il quale va in testacoda e dopo essere stato passato dall'intero gruppo riparte in ultima posizione; anche Sergio Pérez è coinvolto nella collisione ed è costretto a ritirarsi. Alla fine del primo giro Alonso passa in un solo colpo Webber e Massa; ne approfitta anche Hulkenberg per inserirsi davanti al brasiliano che, così ha perso cinque posizioni in un solo giro. Una tornata più tardi lo scatenato tedesco della Force India passa anche Webber.
Al 4º giro anche Alonso è protagonista di un errore alla S do Senna che gli fa perdere la 3ª posizione a favore di Nico Hülkenberg, il quale inizia una rimonta sulle due McLaren in testa. La pioggia aumenta d'intensità mentre nelle retrovie Vettel è autore di una buona rimonta che lo porta già al settimo giro a ridosso del trenino guidato dalla due Ferrari. Button sorpassa Hamilton e diventa leader nel corso dell’ottavo giro. Intorno al decimo giro praticamente tutti i piloti optano per una sosta ai box per montare le gomme intermedie ma non Jenson Button e Nico Hülkenberg, quest'ultimo al comando della corsa dopo aver sorpassato il britannico della McLaren, i quali continuano con le slick incrementando a circa 40 secondi il loro vantaggio su Lewis Hamilton, quando quest’ultimo è costretto ad un nuovo pitstop per tornare alle medie. Anche Massa ha continuato con le slick, ma finendo per perdere posizioni con la Ferrari che paga una mancanza di grip. Al 19º giro, Hulkenberg infila Button e prende il comando della gara.
Al 23º giro, a causa dei molti contatti avuti in pista per via dell'asfalto viscido, i commissari di gara decidono l'ingresso della Safety car per consentire di ripulire la pista dai detriti lasciati dalle vetture, così il vantaggio dei primi due viene annullato e il gruppo si ritrova compatto con Alonso in quarta posizione e Vettel al quinto posto, davanti a Kobayashi e Webber. Si riparte al 30º giro, Hülkenberg mantiene la prima posizione davanti alle due McLaren, Kobayashi passa Vettel mentre Webber va lungo alla prima curva perdendo parecchie posizioni. Il giro successivo Hamilton ha ragione di Button. Ancora un giro e Kobayashi passa Alonso sulla retta opposta, ma l’asturiano si riprende la posizione alla fine del giro. Massa risale, passa Vettel e, al 37º giro, sale al quinto posto a spese di Kobayashi. Nella lotta per il titolo, Vettel sembra comunque in controllo visto che il settimo posto gli consegna il mondiale a meno di un successo di Alonso; tale eventualità sembra remota con lo spagnolo che perde inesorabilmente dai primi tre. Al giro 48 Hamilton torna leader, beneficiando di un mezzo testacoda di Hulkenberg nella parte centrale del tracciato.
Trascorsi 52 giri Sebastian Vettel è richiamato ai box per la sostituzione delle gomme slick con un nuovo treno di gomme a mescola media ma, una volta rientrato in pista inizia nuovamente a piovere ed è costretto a rientrare per il cambio gomme solo tre giri più tardi, scendendo al dodicesimo posto. Al 55º giro Nico Hülkenberg cerca il sorpasso ai danni di Hamilton in fondo al rettilineo d'arrivo ma perde il controllo della sua vettura che va ad impattare contro quella del suo avversario, costretto al ritiro a causa della rottura della sospensione anteriore sinistra. Hamilton chiude nel peggiore dei modi il suo rapporto con la McLaren, mentre Button torna ad essere il leader della gara.
La scelta di gomme di Vettel questa volta è corretta, perché la pioggia si intensifica e tutti rientrano per montare le intermedie. Il tedesco della Force India è ancora secondo ma viene punito con un drive-through per la collisione con Hamilton e scende al quinto posto. Al giro 60 Button è in testa con una ventina di secondi su Massa che ha effettuato la sosta un giro prima di Alonso, sopravanzandolo. Seguono Webber, Hulkenberg, Schumacher e Vettel, che ha appena passato Kobayashi. Lo scambio di posizioni tra i due ferraristi al 62º giro non muta la sostanza.
Al 65º giro Vitalij Petrov sorpassa Charles Pic e ottiene la 12ª posizione, traguardo molto importante per la Caterham che, grazie a questo sorpasso, chiude il campionato costruttori al 10º posto, l'ultimo a cui vengono assegnati i premi. Al 67º giro il campione del mondo in carica sorpassa la Mercedes di Michael Schumacher (all'ultima gara in Formula 1), portandosi in 6ª posizione. Due giri più tardi entra nuovamente la Safety car per l'incidente all'Arquibancadas di Paul Di Resta, così l'ultimo giro si svolge dietro la vettura di sicurezza e la gara termina con la vittoria di Jenson Button, quindicesima ed ultima in carriera per il pilota inglese, mentre per la McLaren, questa gara segnò l'inizio di un digiuno di vittorie durato 9 anni ed interrotto solo nel Gran Premio d'Italia 2021. Il campionato del mondo 2012 si conclude quindi con Sebastian Vettel campione del mondo piloti con 3 punti di vantaggio su Fernando Alonso. Vettel è il più giovane pilota della storia a vincere tre mondiali di F1.

### Risultati
I risultati del gran premio sono i seguenti:
| Pos | Nº | Pilota             | Costruttore             | Giri | Tempo/Ritiro                      | Griglia | Punti |
| --- | -- | ------------------ | ----------------------- | ---- | --------------------------------- | ------- | ----- |
| 1   | 3  | Jenson Button      | McLaren-Mercedes        | 71   | 1h45'22"656                       | 2       | 25    |
| 2   | 5  | Fernando Alonso    | Ferrari                 | 71   | +2"754                            | 7       | 18    |
| 3   | 6  | Felipe Massa       | Ferrari                 | 71   | +3"615                            | 5       | 15    |
| 4   | 2  | Mark Webber        | Red Bull Racing-Renault | 71   | +4"936                            | 3       | 12    |
| 5   | 12 | Nico Hülkenberg    | Force India-Mercedes    | 71   | +5"708                            | 6       | 10    |
| 6   | 1  | Sebastian Vettel   | Red Bull Racing-Renault | 71   | +9"453                            | 4       | 8     |
| 7   | 7  | Michael Schumacher | Mercedes                | 71   | +11"907                           | 13      | 6     |
| 8   | 17 | Jean-Éric Vergne   | STR-Ferrari             | 71   | +28"653                           | 17      | 4     |
| 9   | 14 | Kamui Kobayashi    | Sauber-Ferrari          | 71   | +31"250                           | 14      | 2     |
| 10  | 9  | Kimi Räikkönen     | Lotus-Renault           | 70   | +1 giro                           | 8       | 1     |
| 11  | 21 | Vitalij Petrov     | Caterham-Renault        | 70   | +1 giro                           | 19      |       |
| 12  | 25 | Charles Pic        | Marussia-Cosworth       | 70   | +1 giro                           | 22      |       |
| 13  | 16 | Daniel Ricciardo   | STR-Ferrari             | 70   | +1 giro                           | 15      |       |
| 14  | 20 | Heikki Kovalainen  | Caterham-Renault        | 70   | +1 giro                           | 20      |       |
| 15  | 8  | Nico Rosberg       | Mercedes                | 70   | +1 giro                           | 9       |       |
| 16  | 24 | Timo Glock         | Marussia-Cosworth       | 70   | +1 giro                           | 21      |       |
| 17  | 22 | Pedro de la Rosa   | HRT-Cosworth            | 69   | +2 giri                           | 24      |       |
| 18  | 23 | Narain Karthikeyan | HRT-Cosworth            | 69   | +2 giri                           | 23      |       |
| 19  | 11 | Paul di Resta      | Force India-Mercedes    | 68   | Incidente                         | 10      |       |
| Rit | 4  | Lewis Hamilton     | McLaren-Mercedes        | 54   | Collisione con N.Hulkerberg       | 1       |       |
| Rit | 10 | Romain Grosjean    | Lotus-Renault           | 5    | Incidente                         | 18      |       |
| Rit | 18 | Pastor Maldonado   | Williams-Renault        | 1    | Incidente                         | 16      |       |
| Rit | 19 | Bruno Senna        | Williams-Renault        | 0    | Collisione con S.Vettel e S.Pérez | 11      |       |
| Rit | 15 | Sergio Pérez       | Sauber-Ferrari          | 0    | Collisione con S.Vettel e B.Senna | 12      |       |

## Classifiche Mondiali

### Piloti
| Pos | Pilota             | Punti |
| --- | ------------------ | ----- |
| 1   | Sebastian Vettel   | 281   |
| 2   | Fernando Alonso    | 278   |
| 3   | Kimi Räikkönen     | 207   |
| 4   | Lewis Hamilton     | 190   |
| 5   | Jenson Button      | 188   |
| 6   | Mark Webber        | 179   |
| 7   | Felipe Massa       | 122   |
| 8   | Romain Grosjean    | 96    |
| 9   | Nico Rosberg       | 93    |
| 10  | Sergio Pérez       | 66    |
| 11  | Nico Hülkenberg    | 63    |
| 12  | Kamui Kobayashi    | 60    |
| 13  | Michael Schumacher | 49    |
| 14  | Paul di Resta      | 46    |
| 15  | Pastor Maldonado   | 45    |
| 16  | Bruno Senna        | 31    |
| 17  | Jean-Éric Vergne   | 16    |
| 18  | Daniel Ricciardo   | 10    |

### Costruttori
| Pos | Team                    | Punti |
| --- | ----------------------- | ----- |
| 1   | Red Bull Racing-Renault | 460   |
| 2   | Ferrari                 | 400   |
| 3   | McLaren-Mercedes        | 378   |
| 4   | Lotus-Renault           | 303   |
| 5   | Mercedes                | 142   |
| 6   | Sauber-Ferrari          | 126   |
| 7   | Force India-Mercedes    | 109   |
| 8   | Williams-Renault        | 76    |
| 9   | STR-Ferrari             | 26    |

## Polemiche dopo la gara
Nei giorni successivi al gran premio, iniziano a circolare in rete dei video riguardanti il sorpasso effettuato da Sebastian Vettel ai danni di Jean-Éric Vergne al 4º giro, mentre il tedesco era 18º: dopo la S do Senna, curva del circuito in cui il campione ha iniziato la manovra, erano esposte le bandiere gialle che vietano di superare le altre vetture. Conclusosi il gran premio, molti media montarono la polemica chiedendo che Vettel fosse penalizzato di 20 secondi, circostanza che avrebbe reso Fernando Alonso campione del mondo per 1 punto. Il 29 novembre, dopo aver preso visione delle immagini incriminate, la FIA ha dato ragione al pilota della Red Bull, asserendo che in quel tratto della pista un commissario sventolava la bandiera verde, che rende leciti i sorpassi. Di conseguenza la Ferrari, che ha inviato una lettera di chiarimenti alla FIA, ha accettato tale verdetto.